# ステファン・ウロシュ4世ドゥシャン (セルビア皇帝)
ステファン・ウロシュ4世ドゥシャン（セルビア語: Цар Стефан Душан силни, Stefan Uroš IV Dušan Silni, 1308年7月26日 - 1355年12月20日）は、セルビア王国、セルビア帝国のネマニッチ朝の君主（国王在位：1331年9月8日 - 1346年、皇帝在位：1346年 - 1355年12月5日）。ステファン・ウロシュ3世デチャンスキの子。

## 生涯
父ウロシュ3世と祖父ステファン・ウロシュ2世ミルティンの抗争に巻き込まれ、父と共に東ローマ帝国に亡命して少年生活を過ごした。やがて父がセルビア王として即位すると、その副王となって父を補佐する。1330年には侵攻してきたブルガリアの大軍を少数の軍勢で見事に撃破して名を馳せた。そして翌年、父がブルガリアと和睦したことに不満を抱く貴族、自身の前年の戦いにおける功績などを背景にして、父を廃してセルビア王として即位した。
この頃、東ローマ帝国ではアンドロニコス2世パレオロゴスとアンドロニコス3世パレオロゴスによる内紛が起こり、勢力が減退していたが、ウロシュ4世はその隙につけ込んでアルバニアとマケドニアを奪取して、セルビア王国の最大領土を形成した。さらにその拡大した勢力を背景として1345年、「セルビア人とローマ人の皇帝」と称してセルビア主教を総主教に格上げし、翌年には皇帝として即位するにいたった。1349年には、『ドゥシャン法典』を発布して、政軍ともに帝国の全盛期を築き上げた。
1355年、東ローマ帝国が内紛やオスマン帝国との戦いで疲弊しているのを見て、その征服を決意して遠征を開始したが、その遠征途上のテッサロニキで急死した。毒殺説もあるが、ウロシュ4世の死はセルビア帝国にとっては大きな痛手となり、その帝国は急速に衰退してネマニッチ朝も1371年にステファン・ウロシュ5世を最後に断絶した。
だが、ウロシュ4世の黄金時代はセルビアの史書や大セルビア主義者の間では、大いに評価されている。また、チェコの画家アルフォンス・ミュシャは『スラヴ叙事詩』の1作品として「東ローマ皇帝として戴冠するステファン・ドゥシャン」を描いている。